# Georges De Proft
Georges De Proft was een Belgisch gewichtheffer.

## Levensloop
De Proft nam deel aan de Olympische Zomerspelen van 1920 te Antwerpen in de gewichtsklasse van de middengewichten (≤75kg). Ook werd hij in 1923 Belgisch kampioen in deze gewichtsklasse.
Daarnaast was hij actief in het worstelen en boksen.